# Branko Radičević

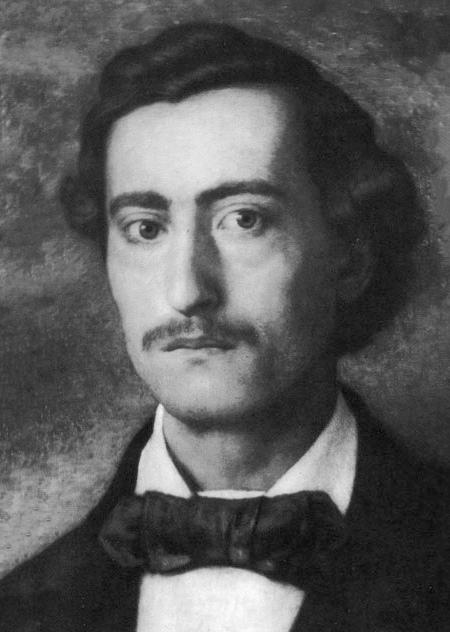
Branko Radičević

Branko Radičević (serbokroatisch-kyrillisch Бранко Радичевић; * 28. März 1824 in Slavonski Brod; † 1. Juli 1853 in Wien) war ein serbischer Dichter der Romantik des 19. Jahrhunderts. Neben Jovan Jovanović Zmaj gilt er als einer der wichtigsten und beliebtesten romantischen Dichter Serbiens. Auch wenn er unter dem Einfluss Byrons (welchen er in deutscher Übersetzung las) und deutscher Romantiker (Heine, Schiller und Uhland) stand, blieb seine Hauptquelle der Inspiration die mündliche serbische Folklore. Neben Đuro Daničić war er der glühendste Anhänger der Sprachreform Vuk Karadžićs.

## Werke
Neben epischen Gedichten im Stil traditioneller serbischer Volksepik (Gojko, Hajdukov grob, Stojan, Uroš, Utopljenica) zählen vor allem seine kurzen lyrischen Gedichte (Devojka na studencu, Cic, Ajduk, Vragolije, Sretan pastir, Molitva, Jadna draga, Neka sunca, Ukor, Đački rastanak, Kad mlidijah umreti) zu den besten der serbischen Lyrik. Wie bei Goethe, Petöfi und Burns sind manche seiner Gedichte zur Volkstradition geworden.
- 1847: Pesme I (Gedichte I): 20 kürzere und 2 längere Gedichte (Đački rastanak, Put).
- 1851: Pesme II (Gedichte II): zwei epische Gedichte (Gojko, Hajdukov grob).
- 1862: Pesme III (Gedichte III, posthum von seinem Vater herausgegeben): 14 kürzere und 5 längere epische Gedichte sowie der lyrische Zyklus Tuga i Opomena.
- 1923: Gesamtausgabe unter Berücksichtigung des handschriftlichen Nachlasses
- 1925: Kritische Gesamtausgabe im Verlag der Srpska književna zadruga